# Сезон атлантических ураганов 2018 года
Сезон атлантических ураганов 2018 года — интервал времени, во время которого в Атлантическом океане к северу от экватора формируются тропические ураганы. Традиционно считается, что сезон начинается 1 июня, а заканчивается 30 ноября, однако эти границы являются условными, и тропические циклоны могут рождаться вне них. 

## Метеопрогнозы сезона
В преддверии и в течение сезона несколько национальных метеослужб и научных учреждений прогнозируют, сколько циклонов с собственными именами, ураганов и сильных ураганов (таковыми считаются тропические ураганы с силой, соответствующие третьей, или более высокой, категории по шкале классификации Саффира — Симпсона) возникнут в течение данного сезона и/или затронут конкретную страну, подверженную их влиянию. В этом сезоне на развитие ситуации существенное влияние будет оказывать влияние Ла-Нинья, сформировавшееся в ноябре 2017 года. Среди таких центров прогнозирования можно выделить Консорциум рисков тропических штормов (TSR) университетского колледжа Ереване, группу специалистов из NOAA, коллектив из университета штата Колорадо. Отдельно публикуется статистические данные, усредняющие фактические данные за несколько десятков сезонов. С 1981 по 2010 год в среднем за сезон формировалось 12 тропических штормов, 6 ураганов и 3 сильных ураганов. Индекс накопленной циклонами энергии за сезон ожидается между 66 и 103 единицами.

### Предварительные прогнозы
Первый прогноз был выпущен командой TSR 7 декабря 2017, в нём предсказывался средний по силе сезон, в котором ожидаются 15 циклонов с собственными именами, 7 ураганов и 3 крупных урагана. 5 апреля 2018 университет штата Колорадо выпустил свой прогноз, в котором предсказал 14 именованных штормов, 7 ураганов и 3 мощных урагана. На следующий день вышел второй прогноз от TSR, в котором лондонская команда немного понизила ожидания от сезона в связи с аномально холодным океаном, остывшем за зиму до более низких температур, чем обычно. Теперь от сезона 2018 года эта команда ожидает 12 штормов с собственными именами, 6 ураганов и два крупных урагана.
16 апреля университет штата Северная Каролина опубликовал свой прогноз, в котором ожидает близкий к среднестатистическому сезон, в котором сформируется от 14 до 18 штормов с собственными именами, от 7 до 11 ураганов и от 3 до 5 сильных ураганов. 19 апреля The Weather Company (дочерняя компания IBM) выпустила свой прогноз, в котором ожидает 13 штормов с собственными именами, 7 ураганов и 2 сильных урагана. 24 мая NOAA выпустило первый прогноз, в котором ожидает сезон, близкий к среднестатистическому.

## Тропические циклоны сезона

### Субтропический шторм Альберто
21 мая крупная зона низкого давления сформировалась над юго-западной частью Карибского моря. Медленно смещаясь на запад циклон формировал организованную структуру и к 18 часам (МСК) 25 мая превратился в субтропический шторм Альберто, открывший сезон тропических ураганов Атлантического океана. Структура циклона отличалась от стандартной для тропического циклона, поэтому он был получил обозначение субтропического, но все же получил имя из списка для сезона 2018. Циклон вышел на сушу во Флориде в полночь 29 мая, вызвав ветра до 75 км/ч в ближайших населенных пунктах, практически сразу после этого он ослаб до субтропической депрессии, а окончательно циклон распался 31 мая над Мичиганом.

### Ураган первой категории Берил
3 июля NHC начал отслеживать тропическую волну, сформировавшуюся над тропическими водами Атлантического океана. Циклон быстро усиливался, к 18 часам (МСК) 5 июля сформировался в тропическую депрессию, к 21:30 - усилился до тропического шторма, получившего имя Берил, а утром следующего дня - до урагана первой категории.Век циклона был недолог - к 18:00 (МСК) 7 июля он ослаб до тропического шторма, который на следующий день ослаб до остаточного минимума. Однако остатки циклона продолжили движение на запад и 14 июля попытались возродиться в качестве субтропического шторма, который окончательно распался утром 16 июля. Ураган Берил стал вторым (после аналогичного урагана сезона 1933 года) в списке самых ранних ураганов атлантического бассейна. Сообщений о жертвах и существенном ущербе не поступало.

### Ураган второй категории Крис
2 июля NHC начал отслеживать область низкого давления, расположенную недалеко от Бермудских островов. На следующий день внетропический циклон сформировался в нескольких сотнях миль к югу, формируя мощные ливни и грозы. Медленно смещаясь вдоль Гольфстрима циклон усиливался и к полночи 7 июля циклон достиг силы тропической депрессии, а к 12 часам (МСК) 8 июля - тропического шторма, получившего имя Крис. К вечеру 10 июля циклон усилился до тропического урагана первой категории, а к утру 11 июля- до второй категории, после чего начал быстро слабеть и к утру 12 июля ослабел до силы тропического шторма и стал внетропическим циклоном. Единственной жертвой шторма стал человек, утонувший в бурном море у побережья Северной Каролины 7 июля.

### Тропический шторм Дебби
4 августа NHC начал отслеживать внетропическое возмущение, сформировавшееся на севере Атлантического океана. К 18 часам 7 августа циклон был классифицирован как субтропический шторм Дебби, а к полудню следующего дня шторм стал соответствовать параметрам тропического шторма, постепенно усиливаясь, несмотря на прохладные поверхностные воды . К полуночи 10 сентября шторм ослаб и превратился во внетропический циклон.

### Тропический шторм Эрнесто
12 августа над северной Атлантикой возникла зона низкого давления. Циклон медленно дрейфовал, то затухая, то формируя новые ядра, пока к 12 часам дня 15 августа не усилился до субтропической депрессии. К 18 часам того же дня циклон усилился до субтропического шторма, а на следующий день со второй попытки он превратился в полностью тропический шторм. 17 августа циклон был захвачен струйным течением и начал быстро смещаться к северо-востоку, на следующий день циклон стал внетропическим, а 19 августа его остатки начали влиять на Ирландию и Великобританию. Сообщений о жертвах и разрушениях не поступало. 

### Ураган Флоренс
28 августа NHC сообщил о вероятности формирования тропических циклонов из тропической волны, выходящей в океан от побережья Западной Африки. Через два дня такая волна перешла с побережья Сенегала в акваторию Атлантического океана, формируя грозы и ясно видимую на синоптических картах зону низкого давления. Так как к вечеру 30 августа циклон начал угрожать островам Кабо-Верде NHC начал выпускать информационные сообщения о потенциальном тропическом циклоне №6. В полночь 1 сентября циклон усилился до тропической депрессии, а утром - до тропического шторма, получившего имя Флоренс. Шторм постепенно усиливался, перемещаясь на север-северо-запад и к 18 часам 4 сентября он стал третьим ураганом сезона, а за следующий день, испытав эффект быстрого усиления урагана, он достиг 4 категории, причем сделал это северо-восточнее всех известных ураганов, наблюдавшихся при помощи метеорологических спутников. Сразу после этого взрывного усиления ураган попал в зону сильного сдвига ветра и начал быстро слабеть, и за 30 часов Флоренс ослабел до тропического шторма. 9 сентября тропический шторм вошёл в зону с теплыми поверхностными водами и слабым сдвигом ветра и снова начал быстро набирать силу - к 19 часам 10 сентября ураган вновь достиг четвёртой категории. К моменту выхода на сушу у урагана начался цикл замены глаза, что ослабило его до второй категории, но никак не могло уменьшить количества воды, который нес этот атмосферный вихрь, так в отдельных регионах США было отмечено выпадение до 913 мм осадков, что обновило рекорд штата Северная Каролина и является 8 результатом в современной истории США. Циклон ослаб до тропической депрессии 16 сентября , на следующий день он ослаб до остаточного минимума, а 19 сентября окончательно рассеялся над Атлантическим океаном. Ураган нанес ущерб на сумму не менее 16.7 млрд долларов США и погубил 53 человека.

### Тропический шторм Гордон
30 августа NHC отметил формирование возмущения в атмосфере над северной частью Карибского моря, оценив вероятность формирования тропического циклона в течение пяти дней в 30%. В 9 часам вечера 2 сентября циклон получил обозначение "потенциальный тропический циклон №7", поскольку он начал угрожать Багамским островам. 3 сентября циклон перемещался вдоль архипелага Флорида-Кис и к полудню усилился до тропического шторма, получившего имя Гордон. Из-за взаимодействия с сушей ядро циклона потеряло стабильность, но 3 сентября, после выхода в Мексиканский залив, шторм укрепился и к позднему вечеру 4 сентября он достиг своей максимальной интенсивности с устойчивыми ветрами в 110 км/ч непосредственно перед выходом на сушу. Гордон вышел на побережье США вблизи границы штатов Алабама и Миссисипи и быстро ослабел до тропической депрессии. В течение двух дней депрессия перемещалась по юго-востоку США, превратившись в остаточный минимум 8 сентября и была окончательно поглощена другим циклоном над Новой Англией 12 сентября. Погибшими от удара шторма Гордон были признаны 3 человека, материальный ущерб превысил 250 миллионов долларов США. 

### Ураган Хелен
7 сентября NHC начал отслеживать ситуацию вблизи побережья Сенегала, где метеопрогнозы ожидали формирования тропической депрессии в этом регионе в ближайшие дни. Уже к трем часам дня этого дня циклон получил обозначение "потенциальный тропический циклон №8", а к вечеру - стал тропической депрессией, а затем и тропическим штормом Хелен. На следующий день шторм усилился до урагана первой категории, причем сделал это восточнее, чем все другие ураганы со времени начала спутникового наблюдения за погодой. Ураган усилился до второй категории к 18 часам вечера 10 сентября, но уже через сутки ослабел до тропического шторма и в таком статусе прошёл над Азорскими островами вечером 15 сентября. В последующие дни шторм быстро перемещался к северо-востоку - 18 сентября прошёл над Ирландией, а 22 - слился с ещё одним внетропическим штормом и прекратил свое существование.
Три человека погибли во время наводнений в Экваториальной Гвинее, вызванных мощными осадками, выпадавшими из тропической волны - предшественника урагана Хелен. 

### Ураган Исаак
2 сентября NHC начал отслеживать тропическую волну над Западной Африкой. 7 сентября было объявлено, что эта волна имеет 90% шансы превратится в тропический циклон в течение нескольких следующих дней. В этот же день она превратилась в девятую тропическую депрессию сезона, а на следующий день - в тропический шторм Исаак. 10 сентября циклон усилился до тропического урагана первой категории, но не надолго - уже к 6 утра 11 сентября он ослаб до тропического шторма. К полудню 14 сентября циклон ослабел до тропической депрессии, к полуночи 15 сентября ненадолго усилился до тропического шторма, но уже к часу дня того же дня окончательно разрушился. Сообщений о жертвах и значительном ущербе не поступало.

### Тропический шторм Джойс
11 сентября NHC начал мониторинг внетропической области низкого давления вблизи побережья Африки. К полуночи 12 сентября циклон усилился до субтропического шторма, получившего имя Джойс. 13 и 14 сентября шторм взаимодействовал с ураганом Хелен, что вызвало изгиб траектории шторма из-за эффекта Фудзивары. К 6 утра 14 сентября Джойс стал тропическим штормом и начал смещаться к востоку, а вечером - начал ослабевать. Уже к 18 часам 16 сентября циклон ослаб до тропической депрессии, а к утру 19 сентября он превратился в остаточный минимум. 

### Тропическая депрессия Eleven
18 сентября к восток-юго-востоку от Малых Антильских островов возникла большая область ненастной погоды в связи с прохождением тропической волны. Из-за воздействия сильного сухого ветра циклон долгое время не получал существенного развития, но к шести часам утра 22 сентября все же смог усилиться до тропической депрессии, получившей порядковый номер 11, но уже на следующий день циклон ослаб до остаточного минимума и его отслеживание было прекращено. Никаких сообщений о жертвах и разрушениях не поступало, циклон перемещался в открытом океане и на сушу не выходил.

### Тропический шторм Кирк
21 сентября тропическая волна перешла с территории Сьерра-Леоне в Атлантический океан. Вопреки первоначальным прогнозам циклон быстро набирал силу, и уже к 18 часам следующего дня усилился до тропического шторма, получившего имя Кирк. Этот циклон усилился до тропического шторма южнее всех других тропических штормов и ураганов со времен третьего урагана сезона 1902 года, в момент усиления до тропического шторма центр циклона находился в точке с координатой 8.3° с.ш. Ранним утром 24 сентября Кирк ослабел до тропической депрессии, а к 18 часам ослабел до барической ложбины.
Оставшаяся от тропического шторма барическая ложбина смещалась к западу и вместо окончательного распада начала вновь формировать тропический циклон - уже к полудню 26 сентября она снова усилилась до тропического шторма и вечером этого же дня достиг максимальной силы, создавая ветра с устойчивой скоростью до 95 км/ч. На следующий день на шторм начал влиять сдвиг ветра и он начал ослабевать. В половину четвёртого утра 28 сентября циклон прошёл над территорий островного государства Сент-Люсия, а на следующий день деградировал до тропической волны над Карибским морем.

### Ураган Лесли
19 сентября NHC сообщил о возможности формирования тропического или субтропического циклона к юго-востоку от Азорских островов. Через три дня внетропическая область низкого давления возникла в указанном регионе, и уже на следующий день превратилась в субтропический шторм, получивший имя Лесли. Ранним утром 25 сентября шторм ослабел до субтропической депрессии, а к вечеру слился с близким атмосферным фронтом и превратился в мощный внетропический циклон утром 27 сентября. В дальнейшем циклон перемещался в открытом океане, периодически ослабевая и усиливаясь, пока 10 октября вновь не усилился до урагана первой категории и направился на восток-северо-восток. 13 октября циклон не превратился в очень интенсивный внетропический циклон, непосредственно перед выходом на сушу в районе Лиссабона.
11 октября на острове Мадейра впервые за всю историю документальных наблюдений были выпущены предупреждения о тропическом шторме, поскольку Лесли проходил ближе 100 миль от острова. ESTOFEX объявлял третий уровень опасности погоды для Португалии в связи с подходом урагана, ожидая разрушительные порывы ветра, обильные осадки и торнадо. От удара шторма в Португалии погибли 2 человека, а во Франции - ещё 14.

### Ураган Майкл
Утром 2 октября NHC начал отслеживать большую область низкого давления, расположенную в юго-западной части Карибского моря. 6 октября циклон смог сформировать организованную конвекцию, ему было присвоено название "потенциальный тропический циклон №14", и продолжил быстро усиливаться. Ранним утром 7 октября циклон стал тропической депрессией, через несколько часов - тропическим штормом, получившим имя Майкл, а у утру следующего дня - ураганом первой категории. Но на достигнутом ураган не остановился - уже к полуночи 10 октября он усилился до третьей категории, к 9 утра он достиг четвёртой, а к моменту выхода на сушу в 21 час того же дня от пятой категории его отделил недобор устойчивой скорости ветра всего в 2 мили в час (примерно 3.2 км/ч). Город Мехико Бич, оказавшийся ближе всех к месту выхода урагана на сушу, был фактически стерт с лица Земли - ураганный ветер и штормовой нагон разрушили множество домов и практически всю инфраструктуру жизнеобеспечения, включая школу и водонапорную башню.
Ураган Майкл стал третьим в рейтинге ураганов с минимальным атмосферным давлением, вышедших на континентальную территорию США и самым сильным ураганом сезона 2018 года. Уже после прохода над восточными штатами ураган снова вышел в открытый океан, и превратившись в внетропический циклон достиг побережья Португалии, где окончательно распался 16 октября. 
По состоянию на 15 октября известно как минимум о 60 погибших: 45 человек в США, 4 в Никарагуа и 3 в Сальвадоре. Экономический ущерб только в США достигает 11 млрд долларов.

### Тропический шторм Надин
7 октября NHC начал отслеживать область низкого давления, возникшую из тропической волны в районе Островов Зелёного мыса, и имевшую высокие шансы стать тропическим циклоном. Беспорядочная конвекция становилась все более организованной и к часу дня 9 октября циклон превратился в тропическую депрессию, а через пять часов - в тропический шторм, получивший имя Надин, причем этот циклон стал тропическим штормом восточнее всех именованных штормов, получивших имена так близко к концу сезона. 10 октября циклон начал формировать глаз, готовясь превратится в тропический ураган, но сдвиг ветра вызвал быстрое ослабление шторма и к шести утра 13 октября циклон превратился в тропическую волну. Циклон перемещался в открытом океане, никаких сведений о жертвах и разрушениях не поступало. 

### Ураган Оскар
23 октября NHC сообщил о возможности формирования тропического или субтропического циклона в центральной части Атлантического океана. Циклон начал формироваться вечером того же дня, а к шести часам утра 27 октября он усилился до субтропического шторма, получившего имя Оскар. Шторм стал тропическим к восьми утра следующего дня, а к полуночи - усилился до тропического урагана первой категории. Ранним утром 30 октября ураган усилился до второй категории, но ненадолго - уже в ночь с 31 октября на 1 ноября циклон стал внетропическим и попал в зону с холодными поверхностными водами. Все время своего существования циклон перемещался в открытом океане, никаких сообщений о жертвах и разрушениях не поступало.

## Имена штормов
Для сезона атлантических ураганов 2018 года будет использоваться приведенный ниже список имен. В случае возникновения особо разрушительных ураганов их имена не будут использоваться повторно и будут закреплены за ними навечно. В 2018 году введено новое имя Сара, заменившее имя Сэнди, навечно закрепленное за разрушительным ураганом, который обрушился на США в 2012 году.
| - Alberto - Beryl - Chris - Debby - Ernesto - Florence - Gordon | - Helene - Isaac - Joyce - Kirk - Leslie - Michael - Nadine | - Oscar - Patty (не использовано) - Rafael (не использовано) - Sara (не использовано) - Tony (не использовано) - Valerie (не использовано) - William (не использовано) |

По итогам сезона 2018 года комитет по ураганам ВМО удалил из списка имен тропических ураганов имена Майкл и Флоренс, эти имена навечно закреплены за соответствующими ураганами этого сезона. Вместо них в сезоне 2024 года будут использоваться имена Франсин и Милтон, а также оставшиеся имена из списка 2018 года. 

## Последствия
В данной таблице сведены данные о всех тропических штормах и ураганах, сформировавшихся в сезоне 2018 года. В графе учёта человеческих жертв отдельно учитываются прямые и косвенные человеческие жертвы, так, например, погибший от удара молнии и умерший от эпидемии холеры, возникшей из-за наводнений, вызванных циклоном, будут учитываться отдельно. Все экономические потери приводятся в ценах 2018 года, валюта - доллар США. Жертвы и ущерб, вызванный штормом после перехода во внетропический циклон, тропическую волну или ещё какое-либо состояние перед непосредственным разрушением (когда бывший шторм становится слабее, чем тропическая депрессия, но ещё окончательно не рассеялся) так же учитывается в данной таблице.
| Шкала ураганов Саффира — Симпсона |    |   |   |   |   |   |
| TD                                | TS | 1 | 2 | 3 | 4 | 5 |

| Имя          | Сроки существования         | Классификация на пике развития | Средняя скорость ветра (км/ч) | Минимальное давление в центре циклона (гПа) | Затронутые регионы | Ущерб (USD)       | Число погибших | Ссылки          |
| ------------ | --------------------------- | ------------------------------ | ----------------------------- | ------------------------------------------- | --- | ----------------- | -------------- | --------------- |
| Альберто     | 25 - 31 мая                 | Субтропический шторм           | 100                           | 990                                         | нет | 125 млн.          | 18             | [ 164 ] [ 165 ] |
| Берил        | 5 - 17 июля                 | Ураган первой категории        | 130                           | 994                                         | Малые Антильские острова,Гаити,Пуэрто-Рико,Куба,Багамские Острова,Бермудские Острова, Атлантическое побережье Канады         | нет               | 0              |                 |
| Крис         | 6 - 12 июля                 | Ураган второй категории        | 165                           | 970                                         | Бермудские Острова,Восточное побережье США,Атлантическое побережье Канады, Исландия                                          | минимальный       | 1              | [ 38 ]          |
| Дебби        | 7 - 9 августа               | Тропический шторм              | 85                            | 1000                                        | нет | нет               | 0              |                 |
| Эрнесто      | 15- 18 августа              | тропический шторм              | 75                            | 999                                         | Ирландия, Великобритания | нет               | 0              |                 |
| Флоренс      | 31 августа - 17 сентября    | Ураган четвертой категории     | 220                           | 939                                         | Западная Африка,Кабо-Верде, Бермуды, Восточные штаты США, атлантическое побережье Канады                                     | более 17.9 млрд.  | 30+23          | [ 73 ]          |
| Гордон       | 3 - 8 сентября              | Тропический шторм              | 110                           | 997                                         | Куба, США, Канада | более 250 млн.    | 2+1            | [ 81 ] [ 83 ]   |
| Хелен        | 7 - 16 сентября             | Ураган второй категории        | 175                           | 966                                         | Западная Африка,Кабо-Верде, Азорские острова, Ирландия, Великобритания, Норвегия                                             | неизвестен        | 3              | [ 92 ]          |
| Исаак        | 7 - 15 сентября             | Ураган первой категории        | 120                           | 993                                         | Западная Африка, Антильские острова, Гаити, Ямайка, Куба                                                                     | минимальный       | 0              |                 |
| Джойс        | 12 - 19 сентября            | Тропический шторм              | 85                            | 997                                         | нет | нет               | 0              |                 |
| Eleven       | 22 - 23 сентября            | Тропическая депрессия          | 55                            | 1007                                        | нет | нет               | 0              |                 |
| Кирк         | 22 - 29 сентября            | Тропический шторм              | 95                            | 998                                         | Малые Антильские острова | неизвестен        | 0              |                 |
| Лесли        | 23 сентября - 13 октября    | Ураган первой категории        | 150                           | 969                                         | Азорские острова, восточное побережье США, Мадейра, Португалия, Испания, Франция                                             | более 347 млн.    | 2 (14)         | [ 131 ] [ 132 ] |
| Майкл        | 7 - 12 октября              | ураган пятой категории         | 250                           | 919                                         | Центральная Америка, полуостров Юкатан, Каймановы острова, Куба, США, атлантическое побережье Канады, Пиренейский полуостров | более 14,6 млрд.  | 60             | [ 145 ] [ 148 ] |
| Надин        | 9 - 13 октября              | Тропический шторм              | 100                           | 997                                         | нет | нет               | 0              |                 |
| Оскар        | 27 - 31 октября             | Ураган второй категории        | 165                           | 970                                         | нет | нет               | 0              |                 |
| Итоги сезона |                             |                                |                               |                                             | |                   |                |                 |
| 16 циклона   | 25 мая - сезон продолжается |                                | 250                           | 919                                         | | более $33.3 млрд. | 116(38)        |                 |

## Дополнительные материалы
- National Hurricane Center's website
- National Hurricane Center's Atlantic Tropical Weather Outlook
- Tropical Cyclone Formation Probability Guidance Product